# Arion, El Señor de Atlantis
Arion, es el nombre de un héroe ficticio, siendo caracterizado originalmente como un espadachín y hechicero, creado para la editorial DC Comics por Paul Kupperberg y Jan Duursema.

## Historia sobre su publicación
Como personaje, debutó en las páginas del cómic Warlord Vol. 1 #55 (marzo de 1982), donde tuvo un rol secundario hasta el número 62. Sin embargo, gozó de un rotundo éxito, que obtuvo su primera serie en solitario, titulada, Arion: Lord of Atlantis comenzando en el #1, publicado en noviembre de 1982. A pesar de que su serie duró 35 números, entre noviembre de 1982 hasta septiembre de 1985, Arion reaparecería en las páginas del cómic DC Comics Presents en un crossover con Superman.

## Biografía del personaje ficticio
Arion, como personaje principal, es un poderoso hechicero espadachín, un Homo Magi de la nobleza de la antigua Atlántida. Arion es inmortal, y nació en el año 45.000 a. C., siendo conocido como Ahri'Ahn, junto con su hermano gemelo Daanuth, hijos de Calculha y Dark Majistra una pareja de poderosos hechiceros de gran renombre en su tiempo. Mientras que Calculha crio a Ahri'ahn para que fuese formado en el conocimiento de la orden de la luz y miembro de los Señores del Orden, Majistra llevó a su hermano gemelo Garn a que se convirtiese en acólito de los Señores del Caos. Entre sus compañeros de aventuras se encuentra a un Guardia de la Atlántida, Wyyde, y Lady Chian, quien se convirtió en la amante de Ahri'Ahn así como la capitana de la guardia real de D'Tilluth. Entre sus enemigos se encontraba precisamente, su hermano Garn Daanuth, que se había dedicado a la práctica de las artes oscuras, y Chaon, un poderoso dios del mal y el caos.
En sus primeras apariciones, Arion era un poderoso hechicero que protegía al antiguo reino de Atlántida, que se encontraba por aquel tiempo sobre la superficie (todavía no ocurría el evento cataclísmico que condujo al hundimiento de dicha civilización), en plena época de la edad de hielo. Luego de miles de años de aventuras, Arion perdería con el tiempo su capacidad para canalizar magia directamente desde su propio cuerpo y empezó a depender del uso de artefactos místicos para sus poderes mágicos.
Más tarde, aparecería durante y posteriormente a los eventos que se desarrollaron en las Crisis en las Tierras Infinitas, donde tuvo un papel importante, pero que también sería parte del retcon del origen del personaje de Power Girl, que por aquel entonces se había borrado sus orígenes pre-crisis, y se había quedado sin hogar debido a que Tierra 2 en aquel momento se fusionó con Tierra 1 durante la crisis. Finalmente, aparecería en el presente, cuando el cuerpo de Arion sería usurpado por el hechicero Mordrú y su espíritu sería encarcelado en la dimensión mágica de Gemworld, el hogar de la heroína conocida como Amatista, princesa Amaya de la casa de Amatista. Finalmente, su espíritu sería liberado y se le permitió que Power Girl junto con Hawkgirl (así como al recién despertado Dove luego de permanecer en un trance) lograsen derrotar y debilitar al hechicero oscuro Mordrú. Antes de que su alma se fuera, Arion le revelaría a Power Girl que ella realmente no fue su nieta y que por lo tanto, no tenía ascendencia con los antiguos Atlantes.

### Estatus posterior
Arion reaparecería para el evento conocido como Crisis Infinita, como uno de los seres místicos reunidos en la que ahora sería la ciudad acuática de Atlantis buscando la manera para derrotar y detener al entonces enfurecido Espectro; más adelante, como se vio en la miniserie tie-in de este mencionado evento, titulado, "Dia de la Venganza", en el especial del mismo, aparece como uno de muchos seres mágicos que fueron convocados para contribuir en la reconstrucción de la destruida Roca de la Eternidad. No se daría ninguna explicación sobre su participación hasta ese momento. Más adelante, se revelaría que Arion era ahora en realidad un pretendiente, un nativo de Akron llamado Bill Knghtley, que había decidido comerciar con el nombre y reputación del original Arion para lograr consolidarse dentro de la comunidad mística.
La participación real de Arion comenzaría en 1659, cuando Arion despierta luego de una noche de libertinajedebido a las visiones que tuvo de un futuro catastrófico, centrado ante la presencia de Superman. Aislado de su magia natural, Arion emplearía ciertos artefactos para viajar hasta la época presente donde se encontraba Superman. Al llegar a la ciudad de Metrópolis, Arion desconcertado sometió a Superman (al que vio en sus visiones como supuesta amenaza) junto a sus amigos del Daily Planet, al cual llegó a este tiempo, debido a que en su visión vio un posible futuro distópico, donde la participación de Superman y otros héroes alienígenas habían hecho que la humanidad se volviesen completamente dependientes de ellos, conduciendo este evento hacia el apocalipsis, ya que con su intervención retrasaría el "Ciclo Natural" del desarrollo de las civilizaciones hasta su máxima expresión, haciendo que condujera este mismo hacia inminente apocalipsis que Arion profetizó a través de sus visiones,debido a que la oscuridad que cernía en sus visiones le habían retenido durante tanto tiempo, y que le estaban llegando con mucha fuerza. Con esto, Arion esperaba obligar a Superman que abandonase la Tierra y que impidiera que sus predicciones se hicieran realidad.
Debido a esto, Arion le daría dos semanas para que decidiera cómo debería lidiar con esta petición de Arion, durante la cual, Arion le ilustró a un punto determinado, con el uso de su magia, abrió un portal que le conduciría a un "Viaje de Campo" hacia el mundo de los Nuevos Dioses (en su etapa adolescente, luego de que murieran previamente a Crisis Final y luego estos posteriormente renacieran), siendo acompañados por Lightray y Fastbak que irrumpieron en Metrópolis para evitar que se volviese loco, con sus poderes divinos, y que causase estragos incalculables e interferencia general con la población. Finalmente, Superman dedujo el problema y detuvo esta crisis, con la ayuda del mismo nuevo dios Lightray, asimismo, deduciendo al culpable de estos acontecimientos que apuntaba a Arion. Casi al mismo tiempo, Arion secuestraría al usurpador de su identidad Bill Knightley, cuando ingresó al Bar Olivion (Un bar interdimensional visitado por seres homo magi y criaturas interdimensionales así como la base de operaciones del equipo de héroes mágicos conocido como Shadowpact), a quien interrogó y a quien casi mata. Lo único que salvó a Knightley fue sy
u conocimiento acerca del reciente evento conocido como la "Décima Era de la Magia", que surgió como un cambio tumultuoso místico en el mundo, debido a las atrocidades ocasionadas por Espectro durante Crisis Infinita, que intentó destruir la esencia de toda la magia. Knightley le djio que todo este tiempo estuvo estudiando esta nueva era, por lo que Arion decidió que después de todo, Bill sería una persona con algún valor estando vivo.
Al final, después de dos semanas, Arion y Superman se encontrarían nuevamente, Superman eligió permanecer activo siendo parte de la defensa de la Tierra y profundamente involucrado con la humanidad, negándose a perder la esperanza depoder marcar la diferencia. La feroz respuesta de Arion fue lanzar un poderoso hechizo de manipulación mental, con la intención de utilizar a Superman como arma para eliminar la amenaza de otros héroes alienígenas. Superman pudo lograr resistirse gracias al entrenamiento mental con el Martian Manhunter luego de su período bajo el control mental que tuvo por parte de Maxwell Lord Phantom Stranger le otorgó a Superman un escudo místico para que este se pudiese proteger del asalto mágico directo que Arion le lanzó contra Superman (durante el cual, Phantom Stranger había revelado que aunque la predicción en algún momento podría tener una posible válidez y llegar a suceder, simplemente esto solo podría suceder si eventualmente la pérdida de vidas y la experiencia que resultase de estos hipotéticos eventos si Superman simplemente permitiese que la civilización cayera, permitiéndole que la humanidad tratase de obtener otro camino), y que posteriormente, Superman lograría detener y frustrar el plan de Arion y así poder desarmarlo de sus poderosos anillos, amuletos, por los cuales, dependía de su magia. Arion sería enviado de vuelta a 1659, de donde planearía de nuevo un nuevo intento contra Superman en el futuro.

### Los Nuevos 52/DC: Renacimiento
Aunque no aparecería durante el reinicio de la continuidad, si lo hizo, más adelante, en las páginas de Blue Beetle Vol.10 #7 (mayo del 2017) donde su historia sería reescrita, ahora pasó a ser un hechicero corrompido por su propio poder. En la historia Transformations, buscaba apoderarse del escarabajo del actual portador, Jaime Reyes. Al final de la historia narrada en Blue Beetle, Arion pierde su poder y control sobre el escarabajo, aunque intenta tratar de recuperar el escarabajo, es detenido ya aparentemente muere debido a su débil estado, por lo que el Doctor Fate termina por llevárselo.

## Poderes y habilidades
Arion es capaz de utilizar sus poderes mágicos canalizados por su cuerpo físico, sin embargo, debido a su inmortalidad, con el paso de los siglos y milenios, ha perdido poco a poco dicha facultad, teniendo que recurrir a artefactos mágicos para manipular sus poderes. Además, posee la capacidad para levitar, expulsión de energía, lanzamiento de ilusiones, y el control del clima. Es capaz de alterar y manipular energías elementales y místicas de la tierra y tejerlas para crear diferentes efectos para crear los diferentes encantamientos y poderes antes mencionados. Sus poderes en su máxima capacidad son prácticamente ilimitados. Sus poderes, provienen de un oscuro mundo interdimensional. además es inmortal, lo que le ha permitido sobrevivir desde tiempos inmemoriales hasta los tiempos de Superman.